# Malden (Washington)
Malden je gradić u američkoj saveznoj državi Washington. Prema popisu stanovništva iz 2010. u njemu je živjelo 203 stanovnika.